# Yadava

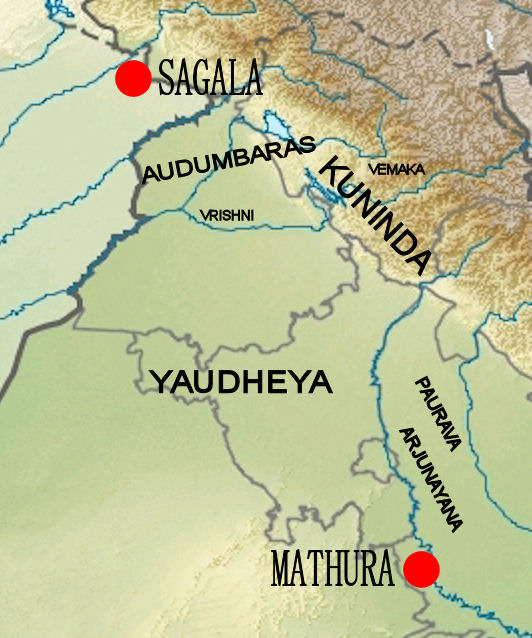
Les Vrishnis font partie des clans Yadava, situés dans la région de Mathura. Localisation des Vrishni parmi d'autres groupes : les Audumbaras, les Kunindas, les Vemakas, les Yaudheyas, les Pauravas et les Arjunayanas.

Les Yadava (littéralement, descendants de Yadu) sont une ancienne ethnie indienne qui se revendiquaient descendre de Yadu, un roi légendaire de la lignée de Chandravamsha.
La communauté était formée de divers clans, à savoir les Abhira, Andhaka, Vrishni et Satvatas, tous adorateurs de Krishna,,,.
Ils sont identifiés dans la littérature indienne ancienne comme les branches de la lignée de Yadu (Yaduvamsha). À diverses époques, un certain nombre de communautés et de dynasties royales du sous-continent indien ont revendiqué une descendance de ces anciens clans et des personnalités légendaires Yadava, se décrivant ainsi comme les Yadavas,.
Les Yadavas de la période du Mahabharata étaient connus pour être les adeptes du Vaishnavisme, dont Krishna était le chef : ils étaient Gopas (vachers) de profession, mais en même temps ils détenaient le statut des Kshatriyas, participant à la bataille de Kurukshetra.
Les actuels Ahirs sont également des adeptes du Vaisnavisme,.
Dans le Mahabharata, il est raconté que lorsque les Yadavas (bien qu'appartenant au groupe Abhira) abandonnèrent Dvārakā (Dwraka) après la mort de Krishna, et se retirèrent vers le nord sous la direction d'Arjuna, ils furent attaqués et dispersés.
Parmi les clans Yadava mentionnés dans la littérature indienne ancienne, les Haihayas descendraient de Sahasrajit, fils aîné de Yadu et de tous les autres clans Yadava, qui comprennent les Chedis, les Vidarbhas, les Satvatas, les Andhakas, les Kukuras, on pense que les Bhojas, les Vrishnis et les Surasenas descendent de Kroshtu ou Kroshta, fils cadet de Yadu.
On peut déduire des sections vamshanucharita (généalogie) d'un certain nombre de Puranas majeurs que les Yadavas se sont répartis dans la région d'Aravalli, le Gujarat, la vallée de la Narmada, le nord du Deccan et l'est de la vallée du Gange. Le Mahabharata et les Puranas mentionnent que les Yadus ou Yadavas, une confédération comprenant de nombreux clans, étaient les dirigeants de la région de Mathura et étaient des bergers. Le Mahabharata fait également référence à l'exode des Yadavas de Mathura vers Dvaraka sous la pression des dirigeants Paurava du Magadha, et probablement aussi des Kurus.

## Les Haihaya
Les Haihaya étaient une ancienne confédération de cinq gana (clans), censés descendre d'un ancêtre commun, Yadu. Ces cinq clans sont Vitihotra, Sharyata, Bhoja, Avanti et Tundikera. Les cinq clans Haihaya s'appelaient eux-mêmes les Talajanghas.
Selon les Puranas, Haihaya était le petit-fils de Sahasrajit, fils de Yadu. Kautilya dans son Arthaśāstra mentionne les Haihayas. Dans les Puranas, Arjuna Kartavirya a conquis Mahishmati du Royaume de Karkotaka et en a fait sa capitale.
Plus tard, les Haihayas furent également connus sous le nom de leur clan le plus dominant — les Vitihotras. Selon les Puranas, Vitihotra était l'arrière-petit-fils d'Arjuna Kartavirya et le fils aîné de Talajangha. Ripunjaya, le dernier dirigeant Vitihotra d'Ujjayini, a été renversé par son amatya (ministre) Pulika, qui a placé son fils Pradyota sur le trône,. Le Mahagovindasuttanta du Dighanikaya mentionne un roi Avanti Vessabhu (Vishvabhu) et sa capitale Mahissati (Mahishmati). Il s'agissait probablement d'un dirigeant de Vitihotra.

## Les Shashabindu
Dans le Balakanda (70.28) du Ramayana, les Shashabindus sont mentionnés avec les Haihayas et les Talajanghas. Les Shashabindu ou Shashabindava sont considérés comme les descendants de Shashabindu, un Chakravartin (souverain universel) et fils de Chitraratha, arrière-arrière-petit-fils de Kroshtu.

## Les Chédis
Les Chedis ou Chaidyas étaient un ancien clan Yadava, dont le territoire fut conquis par un roi Kuru Vasu, qui obtint ainsi son épithète, Chaidyoparichara (le vainqueur des Chaidyas) ou Uparichara (le vainqueur). Selon les Puranas, les Chedis étaient les descendants de Chidi, fils de Kaishika, petit-fils de Vidarbha, descendant de Kroshta. Et le fils du roi Chidi était Maharaja DamGoshi (père de Shishupal dans le Mahabharata). Et puis la lignée s’appelait Hindu Ghosis.

## Les Vidarbhas
Selon les Puranas, les Vidarbhas ou Vaidarbhas étaient les descendants de Vidarbha, fils de Jyamagha, descendant de Kroshtu. Le roi Vidarbha le plus connu était Bhishmaka, père de Rukmin et Rukmini. Dans le Matsya Purana et le Vayu Purana, les Vaidarbhas sont décrits comme les habitants du Deccan ( Dakshinapatha vasinah ).

## Les Satvata
Selon l'Aitareya Brahmana (VIII.14), les Satvatas étaient un peuple du sud soumis par les Bhojas. Le Satapatha Brahmana (XIII.5.4.21) mentionne que Bharata s'est emparé du cheval sacrificiel des Satvatas. Panini, dans son Ashtadhyayi mentionne également les Satvatas comme étant du Kshatriya gotra, ayant une forme de gouvernement sangha (oligarchie tribale) mais dans le Manusmriti (X.23), les Satvatas sont placés dans la catégorie des Vratya Vaishyas.
Selon une tradition rapportée dans le Harivamsa, Satvata était un descendant de Madhu, un roi Yadava. Bhima, le fils de Satvata, était contemporain de Rama. Bhima a récupéré la ville de Mathura des Ikshvakus après la mort de Rama et de ses frères. Andhaka, fils de Bhima Satvata était contemporain de Kusha, fils de Rama. Il succède à son père sur le trône de Mathura.
On pense que les Andhakas, les Vrishnis, les Kukuras, les Bhojas et les Surasenas descendent de Satvata, un descendant de Kroshtu. Ces clans étaient également connus sous le nom de clans Satvata.

### Les Andhakas
Selon l'Ashtadhyayi (IV.1.114) de Panini, les Andhakas appartenaient au Kshatriya gotra, ayant une forme de gouvernement sangha (oligarchie tribale) Dans le Drona Parva (141.15) du Mahabharata, les Andhakas étaient classés comme les Vratya (déviateurs de l’orthodoxie). Selon les Puranas, les Andhakas étaient les descendants de Bhajamana, fils d'Andhaka et petit-fils de Satvata.
Selon le Mahabharata, l'armée alliée des Andhakas, des Bhojas, des Kukuras et des Vrishnis dans la guerre de Kurukshetra était dirigée par Kritavarma, fils de Hridika, un Andhaka. Mais, dans le même texte, il était également désigné comme un Bhoja de Mrittikavati.

### Les Bhojas
Selon l' Aitareya Brahmana (VIII.14), les Bhojas étaient un peuple du sud, dont les princes tenaient les Satvatas soumis. Le Vishnu Purana (IV.13.1-61) mentionne les Bhojas comme une branche des Satvatas. Selon ce texte, les Bhojas de Mrittikavati étaient les descendants de Mahabhoja, fils de Satvata. Cependant, selon un certain nombre d'autres textes puraniques, les Bhojas étaient les descendants de Babhru, petit-fils de Satvata. Dans l' Adi Parva du Mahabharata (85.3533) et dans un passage du Matsya Purana (34.30), les Bhojas sont mentionnés comme les mleccha . Un autre passage du Matsya Purana (44.69) les décrit comme des pieux et des exécutants des rites religieux.

### Les Kukuras
Kautilya dans son Arthaśāstra (XI.1.5), décrit les Kukuras comme un clan, ayant une forme de gouvernement sangha (oligarchie tribale), dont le chef utilise le titre de rājā ( rājaśabdopajīvinah ). Selon le Bhagavata Purana, les Kukuras occupaient le territoire autour de Dwarka. Le Vayu Purana mentionne que le dirigeant Yadava, Ugrasena, appartenait à ce clan (Kukurodbhava). Selon les Puranas, Ahuka, un Kukura, a eu deux fils d'une princesse Kashi, Ugrasena et Devaka. Ugrasena avait neuf fils et cinq filles; Kamsa étant l'aînée. Devaka avait quatre fils et sept filles, Devaki était l'un d'entre eux. Kamsa a usurpé le trône de Mathura après avoir emprisonné Ugrasena. Mais plus tard, il fut tué par Krishna, fils de Devaki, qui réinstalla Ugrasena sur le trône.
L'inscription de Gautami Balashri dans la grotte de Nashik mentionne que son fils Gautamiputra Satakarni a conquis les Kukuras. L'inscription Junagadh de Rudradaman I inclut les Kukuras dans la liste des peuples conquis par lui.

### Les Vrishnis

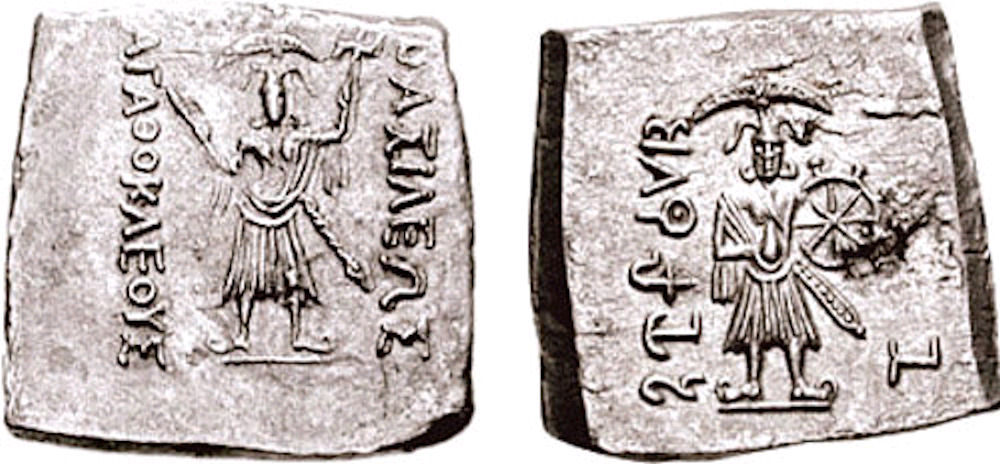
Images de Samkarshana et Vāsudeva, les deux héros Vrishni les plus célèbres, sur une pièce de monnaie du roi indo-grec Agathocle (c. 190 avant notre ère)

Les Vrishnis sont mentionnés dans un certain nombre de textes védiques, parmi lesquels le Taittiriya Samhita (III.2.9.3), le Taittiriya Brahmana (III.10.9.15), le Satapatha Brahmana (III.1.1.4) et le Jaiminiya Upanishad Brahmana. (I.6.1). Le Taittiriya Samhita et le Jaiminiya Upanishad Brahmana mentionnent un enseignant, Gobala, appartenant à ce clan.
Bien que Panini, dans son Ashtadhyayi (IV.1.114), inclue les Vrishnis dans la liste des clans du Kshatriya gotra, ayant une forme de gouvernement sangha, dans le Drona Parva (141.15) du Mahabharata, les Vrishnis, comme les Andhakas, sont classés dans la catégorie des Vratya (apostas). Dans le Shanti Parva (81.25) du Mahabharata, les Kukuras, les Bhojas, les Andhakas et les Vrishnis sont ensemble désignés comme une sangha, et Vasudeva Krishna comme Sanghamukhya (seigneur de la sangha). Selon les Puranas, Vrishni était l'un des quatre fils de Satvata. Vrishni eut trois (ou quatre) fils, Anamitra (ou Sumitra), Yudhajit et Devamidhusha. Shura était le fils de Devamidhusha. Son fils Vasudeva était le père de Balarama et de Krishna.

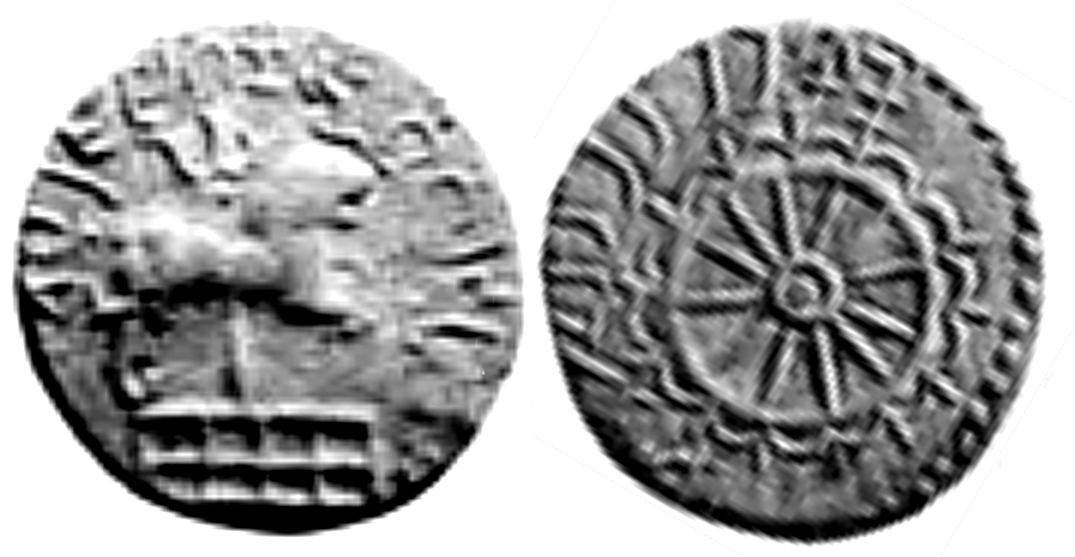
Une pièce d'argent Vrishni tirée des Monnaies de l'Inde ancienne d'Alexander Cunningham : des temps les plus reculés jusqu'au septième siècle (1891)

Une unique pièce d'argent des Vrishnis a été découverte à Hoshiarpur, au Pendjab. Cette pièce est actuellement conservée au British Museum. Plus tard, un certain nombre de pièces de monnaie en cuivre, de sceaux d'argile et de sceaux émis par les Vrishnis ont également été découverts à Sunet, près de Ludhiana.

#### Les Shaineya
On pense que les Shaineyas descendent de Shini, fils d'Anamitra, fils de Vrishni. Dans le Mahabharata et les Puranas, le Shaineya le plus notable était Yuyudhana, fils de Satyaka et petit-fils de Shini. C'était un contemporain de Krishna. Selon les Puranas, Asanga et Yugandhara étaient respectivement son fils et son petit-fils.

#### Akrura et le Syamantaka
Un certain nombre de Puranas mentionnent Akrura, un Vrishni, comme le dirigeant de Dvaraka. Son nom se retrouve dans le Nirukta (2.2) comme détenteur du joyau. Dans les Puranas, Akrura est mentionné comme le fils de Shvaphalka, arrière-petit-fils de Vrishni et de Gandini. Dans le Mahabharata, le Bhagavata Purana et le Brahma Purana, il est mentionné comme le gardien du Syamantaka, le joyau le plus connu des Yadavas,. Selon les Puranas, Akrura avait deux fils, Devavant et Upadeva.

### La guerre fratricide et ses conséquences
Selon le Mausala Parva (7.185-253) dans le Mahabharata, quelques années après la guerre de Kurukshetra, les clans Andhaka, Vrsni et Yadava de Dvaraka furent détruits à cause d'une guerre fratricide. Balarama et Krishna moururent peu après cette guerre.
Plus tard, le fils de sdevint dirigeant de Mrittikavati et le petit-fils de Yuyudhana devint dirigeant du territoire proche de la rivière Sarasvati. Le reste des Yadavas survivants se sont réfugiés à Indraprastha. Vajra, arrière-petit-fils de Krishna, fut installé comme leur roi.
Vajra est mentionné comme l'arrière-petit-fils de Krishna dans le Vishnu Purana . Selon une section de ce texte (IV.15.34-42), il était le fils d' Aniruddha et de Subhadra. Mais selon une autre section (V.32.6-7), il était le fils d'Aniruddha et d'Usha, fille de Bana et petite-fille de Bali. Bahu (ou Pratibahu) était son fils et Sucharu était son petit-fils. Ailleurs dans ce texte (V.38.34), il a été mentionné comme installé comme roi à Mathura au lieu d'Indraprastha.
Le récit de la guerre fratricide de Yadava se retrouve également dans deux contes Jataka du canon bouddhiste pali : le Ghata Jataka et le Samkicca Jataka . Selon les Ghata Jataka, Vasudeva, Baladeva et huit autres frères Andhaka-Venhu (probablement une forme corrompue d' Andhaka-Venhi, équivalent pali du sanskrit Andhaka-Vrishni) se sont emparés de Dvaravati et ont tué son roi Kamsa. Plus tard, ces frères se sont battus entre eux et, à l'exception de Vasudeva et Baladeva, tout le monde est mort. Vasudeva et Baladeva moururent également peu de temps après. Le Samkicca Jataka mentionne que les Andhaka-Venhu se sont entretués. Kautilya a également mentionné dans son Arthaśāstra (I.6.10) la destruction du clan Vrishni en raison de son témérité.

## Les Shurasenas et Krishna
Les textes bouddhistes et jaïnas énumèrent 16 États puissants ( shodasha mahajanapada ), qui ont prospéré au début du VIe siècle avant notre ère. Shurasena était l'un de ces états mentionnés dans l'Anguttara Nikaya, un texte bouddhiste. La capitale des Shurasenas était Mathura, également connue sous le nom de Madura. Mégasthène (vers 350 – 290 avant notre ère) mentionne que les Sourasenoi (Shurasenas), qui vivaient dans la région de Mathura, adoraient Héraclès, par lequel il voulait peut-être dire Vasudeva Krishna, le dieu indien qui ressemble le plus à Héraclès. Le culte de Vasudeva Krishna semble être originaire de la région de Mathura.
Il existe un certain nombre de traditions concernant l'origine des Shurasenas. Selon une tradition trouvée dans le Linga Purana (I.68.19), les Shurasenas étaient les descendants de Shurasena, fils d'Arjuna Kartavirya. Selon une autre tradition trouvée dans le Ramayana (VII.62.6) et le Vishnu Purana (IV.4.46), les Shurasenas étaient les descendants de Shurasena, fils de Shatrughna, frère de Rama. Selon le Devibhagavata Purana (IV.1.2), Shurasena était le père de Vasudeva, père de Krishna. Alexander Cunningham, dans sa Géographie ancienne de l'Inde, déclare qu'à cause de Surasena, son grand-père, Krishna et ses descendants étaient connus sous le nom de Surasenas. Bhasa, dans son Balacharita, mentionne que la mère de Kamsa était une Shurasena ( Shaurasenimata ).

## Sièges religieux
Outre les chefferies et les jagirs, les peethams (sièges) leur étaient accordés en vertu de leurs pouvoirs religieux. Par exemple, il y avait quatorze sièges ( peethams ) parmi les Warangal selon un sanad accordé en 1425 (Shaka Samvat), par Sree Pratapa Rudra, Maharaja de Warangal, à Sree Kondiah Guru, à la tête des quatorze sièges. Par la suite, lorsque Bhagyanagar fut fondée par le sultan Abdulla de Qutub Shahi en 1560 apr. J.-C., les droits du[Qui ?]</link> furent reconnus et reconnus, et le nom Golkonda fut remplacé par Manugal. Selon la charte accordée par le sultan Abdallah de la dynastie Qutb Shahi en 1071 de l'Hégire, Kondiah a construit le fort pour le sultan en utilisant son charisme pour résoudre le mystère du site, et a également découvert pour lui des pièces d'or enfouies sous terre. En échange, le sultan lui donna la Charte conférant à Kondiah les droits et privilèges dus au chef des quatorze sièges, et des douze classes de et deux classes de Kondiah, bien que disciple de, était le chef des Peetham . Peut-être qu'à cette époque ils étaient sous l'influence de bien qu'ils aient été incorporés dans la catégorie.

## Voir également
- Dynastie lunaire
- Histoire de l'Inde
- Histoire de l'hindouisme

## Lectures complémentaires
- Singh, médecin généraliste (1994). Tradition historique et archéologie de l'Inde ancienne : royaumes et dynasties purāṇic avec généalogies, chronologie relative et date de la guerre du Mahābhārata, Delhi : DK Printworld  (ISBN 978-81-246-0005-4) .
- Yadav, JN Singh (1992). Yādavas à travers les âges (de la période antique à ce jour) (en 2 vol.), Delhi : Sharada Publishing House,  (ISBN 978-81-85616-03-2).